# Eunice elseyi
Eunice elseyi är en ringmaskart som beskrevs av Baird 1869. Eunice elseyi ingår i släktet Eunice och familjen Eunicidae. Inga underarter finns listade i Catalogue of Life.